# Ramón Morel
Ramón Rafael Morel (nacido el 15 de agosto de 1974 en Villa González) es un ex lanzador derecho dominicano que jugó en las Grandes Ligas de Béisbol para los Piratas de Pittsburgh y los Cachorros de Chicago de la Liga Nacional entre 1995 y 1997. Firmado por los Piratas como amateur en 1991, Morel hizo su debut en Grandes Ligas el 6 de julio de 1995 y terminó con un récord de 2 victorias, 2 derrotas, 32 ponches y una efectividad de 4.98 en 42 juegos lanzados, 9 finalizados y 59.2 innings lanzados.
Después de su carrera en las mayores, Morel se dedicó a jugar béisbol AA (municipal) en su provincia Santiago. Además ha jugado en la Liga Dominicana para las Águilas Cibaeñas. 